# Meigenia pygmaea
Meigenia pygmaea là một loài ruồi trong họ Tachinidae.